# Godstog
Et godstog er et tog der fragter gods, i modsætning til persontog, der fragter passagerer.
Typisk er et godstog herhjemme sammensat af et lokomotiv med en række godsvogne efter. I flere andre lande, f.eks. USA, ses længere togstammer hvor der er flere lokomotiver i forenden af stammen, og om nødvendigt hjælpelokomotiver både midt i stammen og bagi. Sådanne togstammer kan være over en kilometer lange uden at være et særsyn.
Der findes en række forskellige typer godsvogne hver beregnet til sin særlige type gods, f.eks.:
- Fladvogne til containere (containerbærevogne) eller køretøjer (f.eks. kampvogne)
- Åbne vogne med høje eller lave sider.
- Åbne vogne med støtter, til træstammer, rør ol.
- Lukkede vogne med rundt tag og skydedøre i siderne.
- Kølevogne til letfordærvelige varer.
- Vogne til transport af levende dyr.
- Autotransportvogne.
- Tankvogne til flydende eller pulverformigt gods.
- Krukkevogne med stentøjskrukker til syretransport
- Bulkvogne, der kan tippe løse mængder til siden eller hælde det i en rist under skinnerne.
- Specialvogne til usædvanligt gods, f.eks. transformatorer, lommevogne.